# この場所から…
『この場所から…』（このばしょから）は日本のシンガーソングライター・川嶋あいがストリート時代に手売りCDとして制作した最初のミニアルバム。

## 概要
川嶋あいがリリースしたアルバムの中で最も古い作品である。ライブ会場のみで1500枚限定で販売されていたため、現在は廃盤。
このアルバムの復刻盤CDが、2ndフルアルバム『サンキュー!』の初回限定盤に同梱されている。
収録曲の「旅立ちの日に…」「天使たちのメロディー」「未来への道」は後にアレンジされシングルカットされた。

## 収録曲
※作詞・作曲は全曲とも、川嶋あい。
1. ガラスの中の私
『路上集I号』にアレンジ版が収録された際、曲名が「ガラスの心」に変更されている。
2. 旅立ちの日に…
8thシングル『Dear／旅立ちの日に…』に収録。また、I WiSH時代に発売した『明日への扉』の原曲である。
3. 未来への道
5thシングル『「さよなら」「ありがとう」〜たった一つの場所〜』にカップリング曲として収録。
4. 天使たちのメロディー
1stシングル『天使たちのメロディー／旅立ちの朝』に収録。
5. My Story